# Megazostrodon
Megazostrodon ist einer der ältesten Vertreter der Säugetiere beziehungsweise säugerähnlichen Tiere (Mammaliaformes). Das Tier lebte im unteren Jura, seine Fossilien wurden im südafrikanischen Land Lesotho gefunden.

## Beschreibung
Megazostrodon war ein äußerlich vermutlich spitzmausähnliches Tier, es erreichte eine Länge von rund 10 Zentimetern, sein Gewicht wird auf 20 bis 30 Gramm geschätzt. In seinem Körperbau wies es einige Übergangsmerkmale zwischen den synapsiden Säugetiervorfahren und den eigentlichen Säugern. So zeigt der Bau des Kiefergelenks noch die Spuren des „reptilienhaften“ primären Kiefergelenks zwischen dem Os articulare und dem Os quadratum. Auf der anderen Seite besaßen diese Tiere bereits die säugetiertypischen vier verschiedenen Zahntypen (Schneidezähne, Eckzähne, Prämolaren und Molaren). Im Vergleich mit dem ähnlich gebauten Morganucodon waren die scharfen Höcker der Molaren deutlich größer und bildeten ein stumpfes Dreieck. Es gibt auch Hinweise auf einen einmaligen Zahnwechsel, ein weiteres säugertypisches Kennzeichen. Aufgrund dieses Zahnwechsels ist es denkbar, dass Megazostrodon seine Jungen bereits säugte.
Das Gehirn ist vergleichsweise größer als das älterer synapsider Säugervorfahren, vermutlich waren der Geruchssinn und das Gehör dieser Tiere gut entwickelt. Eventuell führten sie eine nachtaktive Lebensweise, die Ernährung dürfte aus Insekten und anderen Kleintieren bestanden haben.

## Systematik
Megazostrodon bildet mit einigen nah verwandten Gattungen die Familie der Megazostrodontidae. Während viele Systematiken diese Familie in die Gruppe der Morganucodonta einordnen, halten andere eine Verwandtschaft zu den Docodonta für wahrscheinlicher. Heute weitgehend verworfen ist hingegen eine Zugehörigkeit zu den Triconodonta, eine Säugetiergruppe, die durch dreihöckrige Molaren charakterisiert wurde, die sich aber als keine natürliche Gruppe herausgestellt hat.
Diese Tiere wiesen schon fortgeschrittene säugertierähnliche Merkmale auf, unterschieden sich aber in Details noch von den heutigen Säugern. Ob sie darum schon in die Säugetiere im weiteren Sinn (sensu lato) oder in die säugerähnlichen Tiere (Mammaliaformes) eingeordnet wird, ist umstritten und weitgehend Definitionsfrage.